# Hævnen hører mig til
Hævnen hører mig til er en dansk stum melodramafilm fra 1911 produceret af Nordisk Films Kompagni og instrueret af William Augustinus efter manuskript af Waldemar Hansen.

## Handling
En ung mand, Paul, må leve i eksil med sin mor, da faren er blevet fængslet for sine politiske aktiviteter i hjemlandet. Fyrsten lader faren henrette, og moren dør herefter af et hjerteanfald som følge af chokket. Den unge mand ønsker hævn og vil myrde fyrsten. Det lykkes at komme tæt på fyrsten, og den unge mand møder fyrstens datter, og de to bliver forelskede. Den unge mand er spillet mellem hævnlysten og kærligheden, men vælger at gennemføre attentatet, der dog mislykkes, da datteren kort forinden har hørt om attentatplanerne. Den unge mand går ud i haven for at skyde sig selv, men idet han sætter revolveren for hovedet, mærker han et par kvindearme, og kærligheden sejrer.

## Medvirkende
- Gerhard Jessen, Paul
- Frederik Jacobsen, Fyrsten
- Emilie Sannom, Fyrstens datter
- Otto Lagoni, nihilist
- Carl Rosenbaum, nihilist